# 28 de junho
28 de junho é o 179.º dia do ano no calendário gregoriano (180.º em anos bissextos). Faltam 186 dias para acabar o ano.

## Eventos históricos

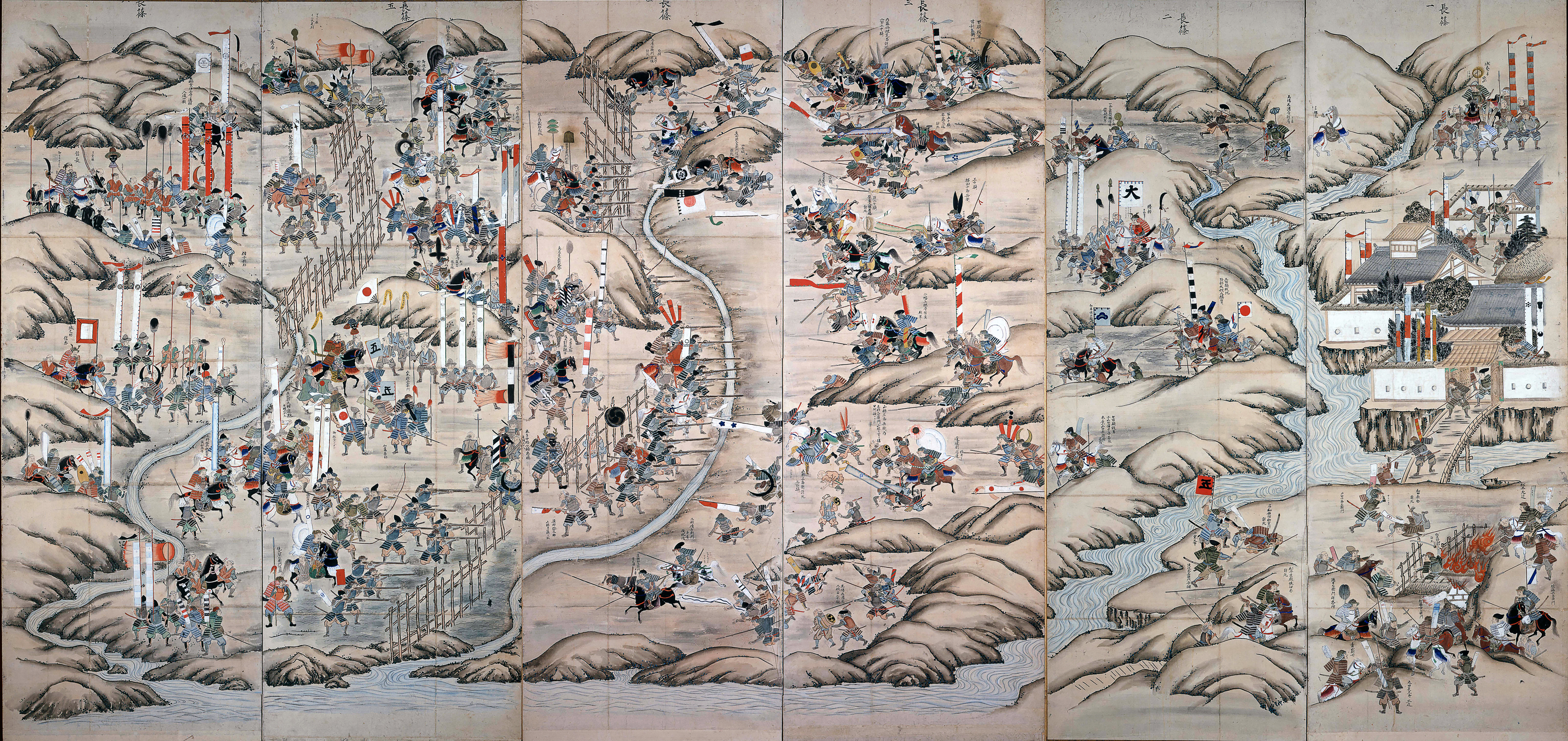
1575: Batalha de Nagashino

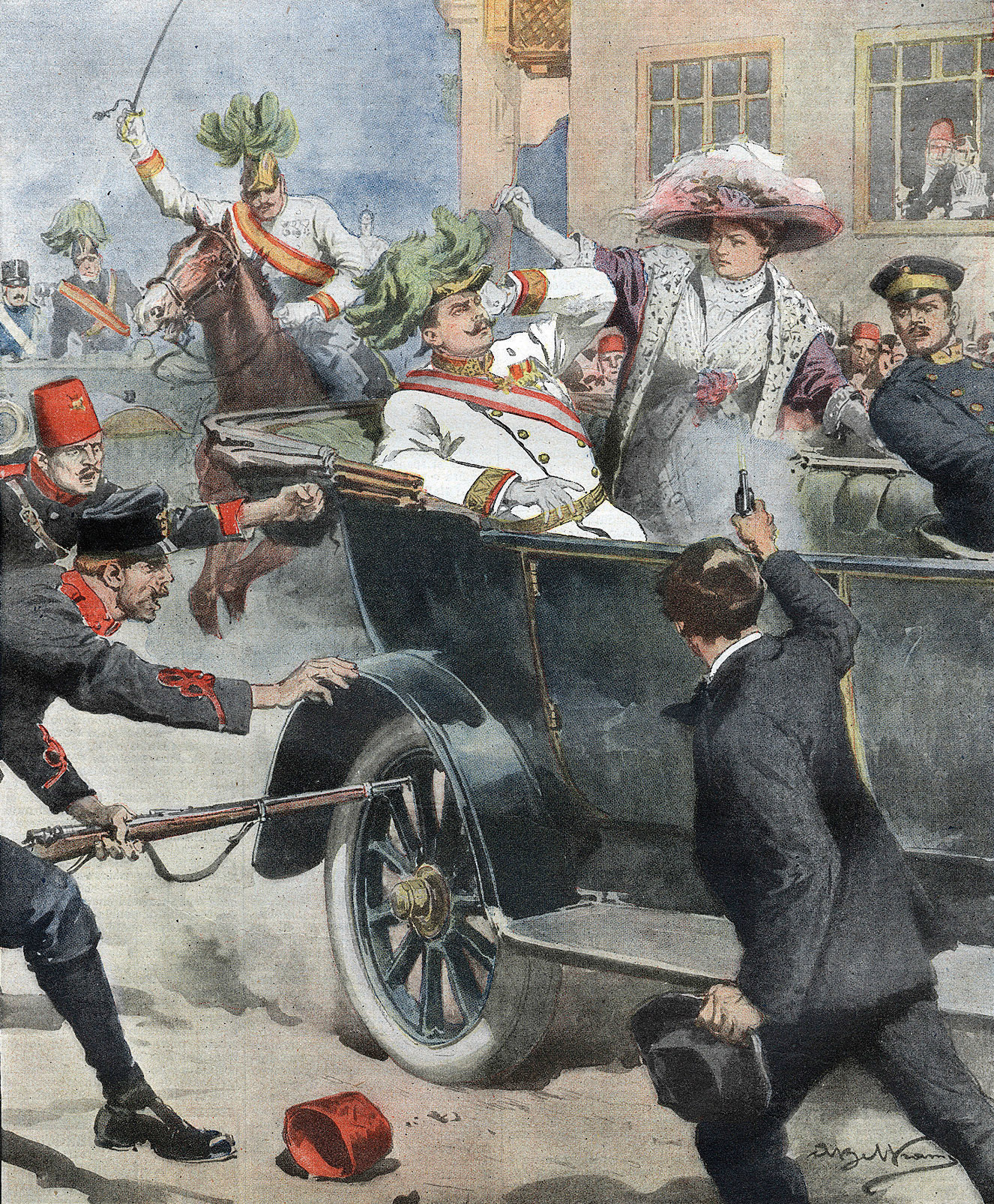
1914: Assassinato do arquiduque Francisco Fernando da Áustria-Hungria

- 0572 — Assassinato de Alboíno, Rei dos lombardos.
- 1098 — Derrota de Querboga pelos exércitos da Primeira Cruzada na batalha de Antioquia.
- 1360 — Maomé VI torna-se o décimo sultão do Reino Nacérida após assassinar o seu cunhado Ismail II.
- 1461 — Eduardo IV da Inglaterra, é coroado.
- 1519 — Carlos V é eleito imperador do Sacro Império Romano-Germânico.
- 1575 — Período Sengoku do Japão: as forças combinadas de Oda Nobunaga e Tokugawa Ieyasu são vitoriosas na Batalha de Nagashino.
- 1635 — Guadalupe se torna colônia da França.
- 1651 — Começa a Batalha de Berestechko entre a Polônia e a Ucrânia.
- 1720 — A Revolta de Vila Rica, tem início uma das primeiras reações dos descendentes de portugueses no Brasil contra a metrópole portuguesa.
- 1778 — Guerra Revolucionária Americana: O Exército Continental enfrentam os britânicos na Batalha de Monmouth Courthouse, resultando em paralisação e retirada britânica sob a cobertura da escuridão.
- 1797 — Tropas francesas desembarcam em Corfu, iniciando o domínio francês nas Ilhas Jônicas.
- 1807 — Segunda invasão britânica do Rio da Prata: John Whitelocke desembarca em Ensenada em uma tentativa de recapturar Buenos Aires e é derrotado pelos habitantes locais.
- 1808 — Erário Régio ou Tesouro Real Público, criado pelo então príncipe-regente Dom João, passa a operar com sede no Rio de Janeiro.
- 1838 — Coroação da Rainha Vitória do Reino Unido.
- 1841 — O Ballet da Ópera de Paris estreia Giselle na Salle Le Peletier.
- 1846 — Adolphe Sax patenteia o saxofone.
- 1859 — A primeira exposição de cães é realizada em Newcastle upon Tyne, Inglaterra.
- 1865 — O Exército do Potomac é desmobilizado.
- 1881 — A Aliança Austro-Sérvia de 1881 é secretamente assinada.
- 1882 — A Convenção Anglo-Francesa de 1882 marca os limites territoriais entre a Guiné e Serra Leoa.
- 1895 — El Salvador, Honduras e Nicarágua formam a República da América Central.
- 1902 — O Congresso dos Estados Unidos aprova a Lei Spooner, autorizando o presidente Theodore Roosevelt a adquirir os direitos da Colômbia para o Canal do Panamá.
- 1911 — O meteorito Nakhla, o primeiro a sugerir sinais de processos aquosos em Marte, cai na Terra, na região de Nakhla, Alexandria, Egito.
- 1914 — O arquiduque Francisco Fernando da Áustria-Hungria e sua esposa Sofia são assassinados em Sarajevo; este é o casus belli da Primeira Guerra Mundial.
- 1917 — Primeira Guerra Mundial: a Grécia se junta às potências aliadas.
- 1919 — O Tratado de Versalhes é assinado, terminando o estado de guerra entre a Alemanha e os Aliados da Primeira Guerra Mundial.
- 1922
  - Instituída, pela primeira vez, na República Federativa do Brasil, a instituição do Tribunal do Júri.
  - Começa a Guerra Civil Irlandesa com o bombardeio do Four Courts em Dublin pelas forças do Estado Livre.
- 1926 — A Mercedes-Benz é formada por Gottlieb Daimler e Karl Benz fundindo suas duas empresas.
- 1936 — O estado fantoche japonês de Mengjiang é formado no norte da China.
- 1940 — A Romênia cede a Bessarábia e a Bucovina do Norte à União Soviética após enfrentar um ultimato.
- 1942 — Segunda Guerra Mundial: a Alemanha Nazista inicia sua ofensiva estratégica de verão contra a União Soviética, codinome Caso Azul.
- 1945 — O Governo Provisório de Unidade Nacional da Polônia, aliado da União Soviética, é formado mais de um mês após o Dia V-E.
- 1948 — Guerra Fria: a Ruptura Tito-Stalin resulta na expulsão da Liga dos Comunistas da Iugoslávia do Cominform.
- 1950 — Guerra da Coreia: suspeitos de serem simpatizantes comunistas (entre 100 000 e 200 000) são executados nos Massacres das Ligas Bodo.
- 1969 — Começa a Rebelião de Stonewall na cidade de Nova Iorque, marcando o início dos Movimentos civis LGBT.
- 1972 — O Congresso Nacional aprova a criação da empresa Telecomunicações Brasileiras S/A (Telebras).
- 1973 — Realizam-se eleições para a Assembleia da Irlanda do Norte, que levarão à partilha de poder entre unionistas e nacionalistas na Irlanda do Norte pela primeira vez.
- 1977 — O presidente Geisel, assina a lei que permite o divórcio do Brasil.
- 1981 — Uma poderosa bomba explode em Teerã, matando 73 funcionários do Partido Republicano Islâmico.[1]
- 1987 — Pela primeira vez na história militar, uma população civil é alvo de um ataque químico quando aviões de guerra iraquianos bombardearam a cidade iraniana de Sardasht.
- 1989 — No aniversário de 600 anos da Batalha do Kosovo, Slobodan Milošević profere o Discurso de Gazimestan no local da batalha histórica.
- 1992 — É adotada a atual Constituição da Estônia.
- 2004 — Guerra do Iraque: o poder soberano é entregue ao Governo Interino Iraquiano pela Autoridade Provisória da Coalizão, pondo fim ao governo norte-americano dessa nação.
- 2006 — Montenegro é aceito pela ONU como país independente.
- 2009 — O presidente hondurenho Manuel Zelaya é afastado por um golpe militar local depois de um pedido fracassado de realizar um referendo para reescrever a Constituição hondurenha. Este foi o começo da crise constitucional hondurenha de 2009.
- 2016 — Um ataque terrorista no Aeroporto Atatürk, em Istambul, na Turquia, mata 42 pessoas e fere mais de 230 outras.

## Nascimentos

Henrique VIII da Inglaterra

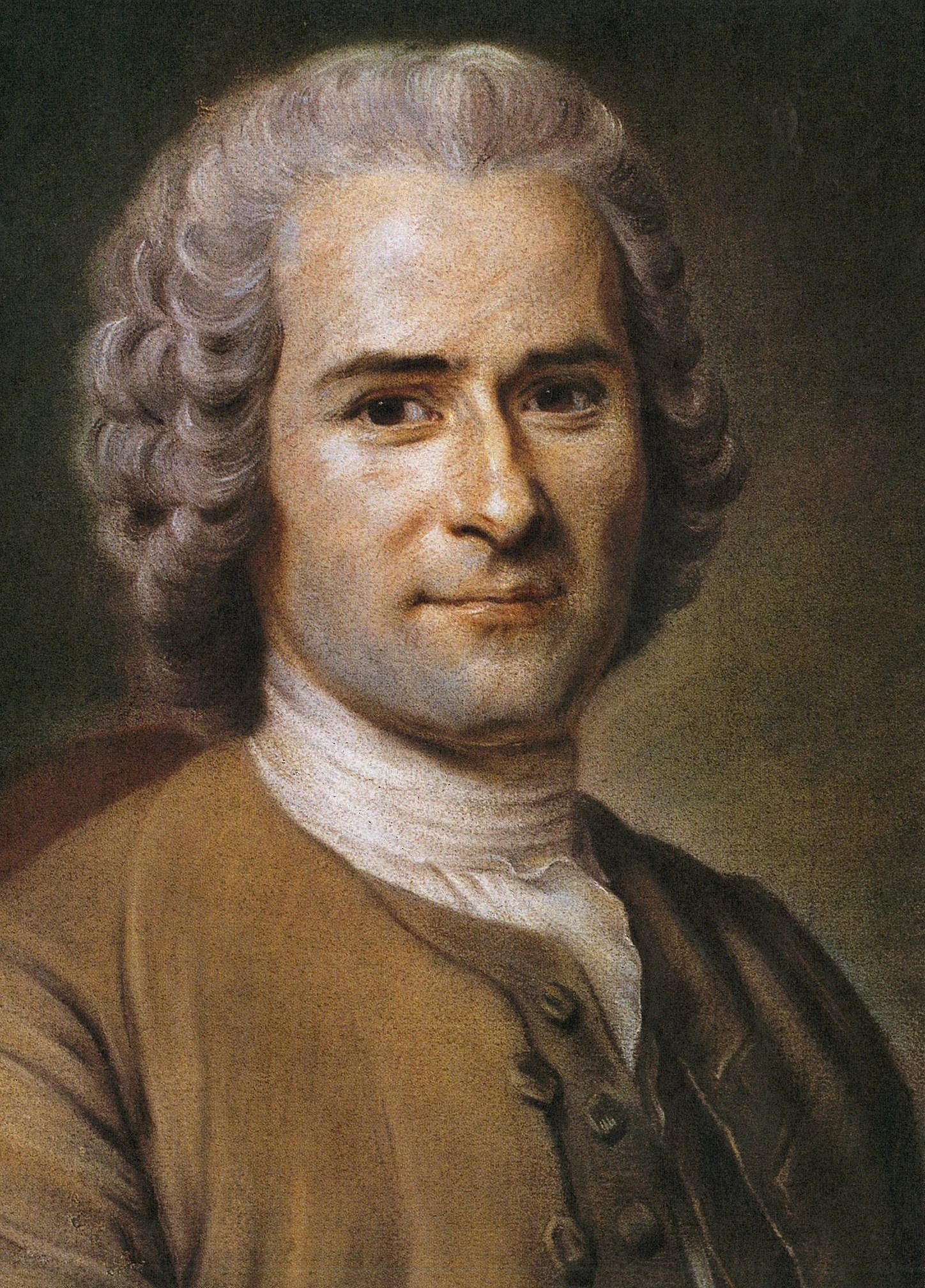
Jean-Jacques Rousseau

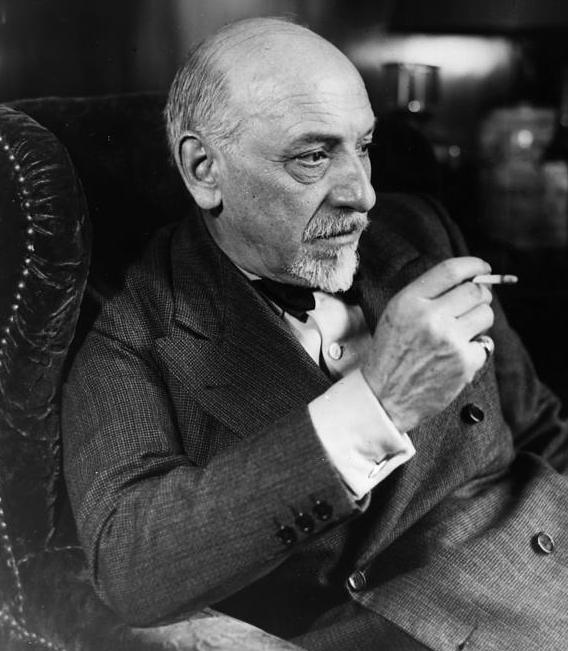
Luigi Pirandello

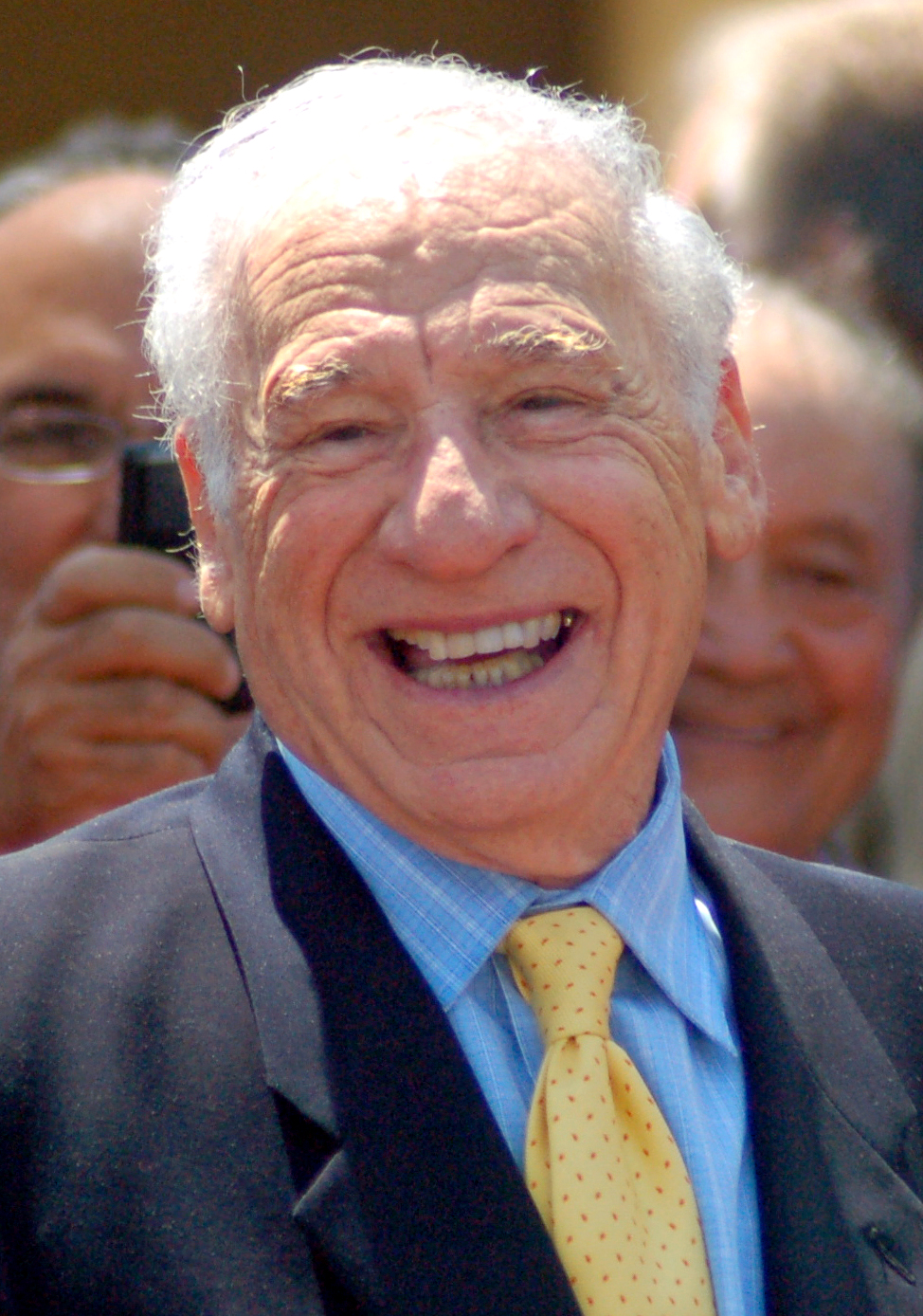
Mel Brooks

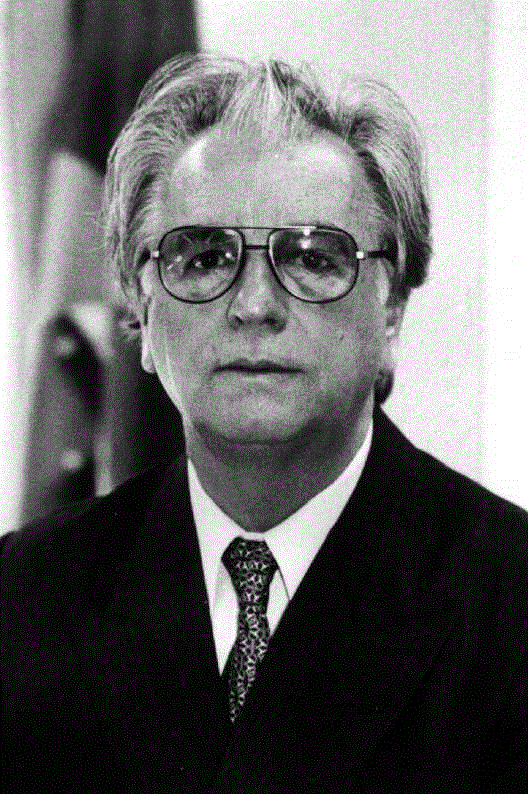
Itamar Franco

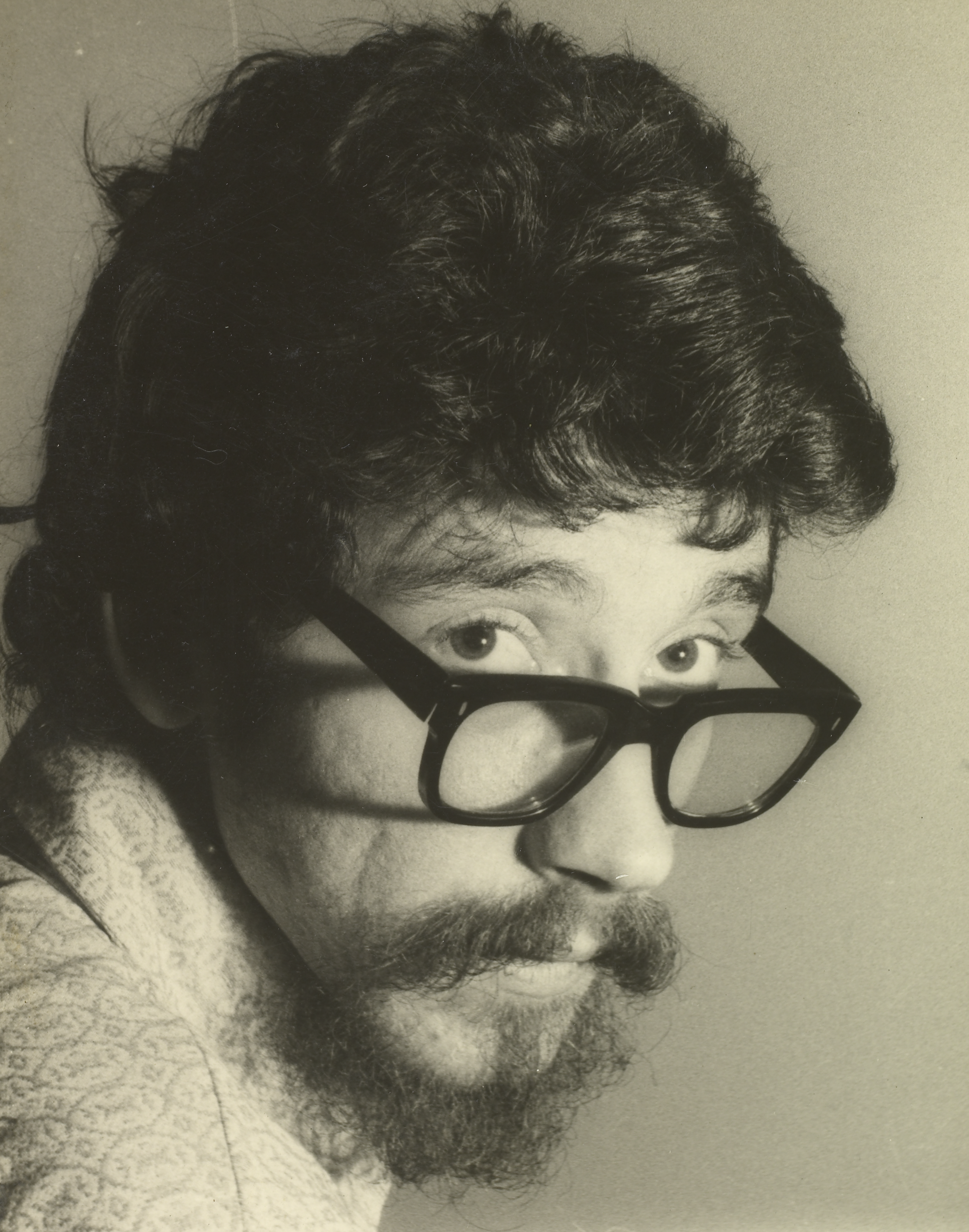
Raul Seixas

Elon Musk

### Anterior ao século XIX
- 1476 — Papa Paulo IV (m. 1559).
- 1490 — Alberto de Brandemburgo, arcebispo de Magdeburgo (m. 1545).
- 1491 — Henrique VIII de Inglaterra (m. 1547).
- 1503 — Giovanni della Casa, poeta italiano (m. 1556).
- 1577 — Peter Paul Rubens, pintor flamengo (m. 1640).
- 1585 — Sisto Badalocchio, pintor e gravador italiano (m. 1647).
- 1641 — Maria Casimira Luísa de La Grange d'Arquien, rainha da Polônia (m. 1716).
- 1692 — Luísa Maria Teresa Stuart, Princesa Real (m. 1712).
- 1703 — John Wesley, teólogo britânico (m. 1791).
- 1712 — Jean-Jacques Rousseau, filósofo franco-suíço (m. 1778).

### Século XIX
- 1867 — Luigi Pirandello, escritor italiano (m. 1936).
- 1883 — Pierre Laval, político francês (m. 1945).

### Século XX

#### 1901–1950
- 1902 — Pierre Brunet, patinador artístico francês (m. 1991).
- 1907 — Yvonne Sylvain, médica e ativista haitiana (m. 1989).
- 1915 — Garoto, compositor e violonista brasileiro (m. 1955).
- 1926 — Mel Brooks, cineasta e ator estado-unidense.
- 1930
  - Itamar Franco, engenheiro, militar e político brasileiro, 33.° presidente do Brasil (m. 2011).
  - Reinaldo de Oliveira, médico, escritor, teatrólogo brasileiro (m. 2022).
  - Horacio Gómez Bolaños, ator, comediante, roteirista e humorista mexicano (m. 1999).
- 1932 — Pat Morita, ator estado-unidense (m. 2005).
- 1935 — John Inman, ator britânico (m. 2007).
- 1937 — Juan José Saer, escritor argentino (m. 2005).
- 1940 — Muhammad Yunus, empresário bengali.
- 1945 — Raul Seixas, cantor e compositor brasileiro (m. 1989).
- 1948 — Kathy Bates, atriz norte-americana.

#### 1951–2000
- 1954 — Daniel Dantas, ator brasileiro.
- 1957 — Georgi Parvanov, político búlgaro.
- 1958 — Sergei Shakhrai, ex-patinador artístico soviético.
- 1961 — Alberto Mussa, escritor brasileiro.
- 1963 — Márcio Bittar, político brasileiro.
- 1966
  - John Cusack, ator norte-americano.
  - Mary Stuart Masterson, atriz estado-unidense.
  - Jirko Malchárek, ex-automobilista e político eslovaco.
- 1967 — Lars Riedel, atleta alemão.
- 1968
  - Chayanne, cantor e ator porto-riquenho.
  - Otto, músico brasileiro.
- 1969 — Ayelet Zurer, atriz israelense.
- 1970 — Steve Burton, ator estadunidense.
- 1971
  - Fabien Barthez, ex-futebolista francês.
  - Tichina Arnold, atriz estado-unidense.
  - Elon Musk, filantropo sul-africano.
- 1974 — Patrícia Marx, cantora brasileira.
- 1975 — Jon Nödtveidt, guitarrista sueco (m. 2006).
- 1976 — Hans Sarpei,  ex-futebolista ganês.
- 1977
  - Perdigão, futebolista brasileiro.
  - Mark Stoermer, músico norte-americano.
  - Davide Mandelli, futebolista italiano.
- 1978 — Ha Ji-won, atriz sul-coreana.
- 1979
  - Alejandro Lago, futebolista uruguaio.
  - Tim McCord, músico estadunidense.
- 1980 — Flávio Saretta, ex-tenista brasileiro.
- 1981 — Jon Watts, diretor de cinema americano.
- 1982 — Grazi Massafera, modelo e atriz brasileira.
- 1984 — Andriy Pyatov, ex-futebolista ucraniano.
- 1985 — Phil Bardsley, futebolista inglês.
- 1986 — Kellie Pickler, cantora estadunidense.
- 1987
  - Terrence Williams, jogador norte-americano de basquete.
  - Bogdan Stancu, futebolista romeno.
- 1988 — Sophie Schmidt, futebolista canadense.
- 1989 — Sergio Asenjo, futebolista espanhol.
- 1991
  - Seohyun, cantora e atriz sul-coreana.
  - Kevin De Bruyne, futebolista belga.
  - Dener, futebolista brasileiro (m. 2016).
- 1993
  - Bradley Beal, jogador norte-americano de basquete.
  - Lee Min-ho, ator sul-coreano.
- 1994 — Hussein, Príncipe Herdeiro da Jordânia.
- 1995 — Jason Denayer, futebolista belga.
- 1996 — Donna Vekić, tenista croata e empresária.
- 1997 — Shakur Stevenson, pugilista estadunidense.
- 1998 — Pedro Gonçalves, futebolista português.
- 1999 — Markéta Vondroušová, tenista profissional tcheca.
- 2000 — Yukinari Sugawara, futebolista japonês.

## Mortes

### Anterior ao século XIX
- 0202 — Yuan Shao, general chinês (n. 154).
- 0548 — Teodora, Imperatriz Bizantina (n. c. 500).
- 0572 — Alboíno, rei dos lombardos (n. 526).
- 0683 — Papa Leão II (n. 611).
- 0767 — Papa Paulo I (n. 700).
- 0928 — Luís III, o Cego, imperador do Ocidente (n. 880).
- 1031 — Taira no Tadatsune, samurai japonês (n. 975).
- 1061 — Floris I da Holanda (n. 1017).
- 1174 — André I de Vladimir, grão-príncipe de Vladimir-Susdália (n. 1011).
- 1189 — Matilde de Inglaterra, Duquesa da Saxônia (n. 1156).
- 1360 — Ismail II de Granada (n. 1339).
- 1385 — Andrónico IV Paleólogo, Imperador Bizantino (n. 1348).
- 1586 — Primož Trubar, reformista protestante esloveno (n. 1508).
- 1598 — Abraham Ortelius, cartógrafo e geógrafo flamengo (n. 1527).
- 1607 — Domenico Fontana, arquiteto suíço (n. 1543).
- 1716 — George FitzRoy, 1.º Duque de Northumberland, general inglês (n. 1665).
- 1757 — Sofia Doroteia de Hanôver, rainha consorte do Reino da Prússia (n. 1687).

### Século XIX
- 1813 — Gerhard von Scharnhorst, general prussiano (n. 1755).
- 1836 — James Madison, político americano (n. 1751).
- 1848 — Jean-Baptiste Debret, pintor francês (n. 1768).
- 1876 — August Wilhelm Ambros, compositor e musicólogo austríaco (n. 1816).
- 1881 — Jules Armand Stanislas Dufaure, político francês (n. 1798).
- 1892 — Harry Atkinson, político neozelandês (n. 1831).

### Século XX
- 1913 — Campos Sales, advogado e político brasileiro, 4.° presidente do Brasil (n. 1841).
- 1914
  - Francisco Fernando da Áustria-Hungria (n. 1863).
  - Sofia, Duquesa de Hohenberg (n. 1868).
- 1921 — Fabriciano Felisberto Carvalho de Brito, militar e político brasileiro (n. 1840).
- 1922 — Velimir Khlébnikov, poeta russo (n. 1885).
- 1929 — Edward Carpenter, poeta britânico (n. 1844).
- 1954 — Cláudio de Sousa, médico, escritor e teatrólogo brasileiro (n. 1876).
- 1971 — Franz Stangl, comandante austríaco dos campos de concentração (n. 1908).
- 1975
  - Constantínos Apóstolos Doxiádis, arquiteto grego (n. 1913).
  - Rod Serling, roteirista estadunidense (n. 1924).
- 1981 — Terry Fox, atleta e ativista canadense (n. 1958).
- 1985 — Evaldo Cavalcanti da Cruz, político brasileiro (n. 1931).
- 1989 — Joris Ivens, cineasta neerlandês (n. 1898).
- 1992 — Mikhail Tal, enxadrista soviético (n. 1936).
- 1993 — GG Allin, cantor estadunidense (n. 1956).
- 1994 — Fredi Washington, atriz, ativista dos direitos civis, performista e escritora americana (n. 1903).
- 1995 — Ângelo Frosi, bispo italiano (n. 1924).
- 1999 — Ariel Coelho, ator brasileiro (n. 1951).

### Século XXI
- 2001 — Mortimer Adler, filósofo e escritor estadunidense (n. 1902).
- 2004 — Yara Lins, atriz brasileira (n. 1930).
- 2007 — Kiichi Miyazawa, político japonês (n. 1919).
- 2008 — Ruslana Korshunova, modelo cazaque (n. 1987).
- 2009 — Billy Mays, ator estadunidense (n. 1958).
- 2010 — Robert Byrd, político estadunidense (n. 1917).
- 2011 — Angélico Vieira, ator e cantor português (n. 1983).
- 2020 — Louis Mahoney, ator britânico (n. 1938).
- 2021 — Lázaro Barbosa de Sousa, assassino em série brasileiro (n. 1988).

## Feriados e eventos cíclicos
- Dia Internacional do Orgulho LGBT
- Dia da Constituição da Ucrânia
- Dia da Memória de Posnâmia

### Portugal
- Feriado Municipal do Barreiro

### Cristianismo
- Ireneu de Lyon
- Papa Paulo I
- Xenofonte de Robeika

## Outros calendários
- No calendário romano era o 4.º dia (IV) antes das calendas de julho.
- No calendário litúrgico tem a letra dominical D para o dia da semana.
- No calendário gregoriano a epacta do dia é .xxix..